# Potoczek (województwo świętokrzyskie)
Potoczek – wieś w Polsce położona w województwie świętokrzyskim, w powiecie opatowskim, w gminie Tarłów.
| SIMC    | Nazwa                 | Rodzaj    |
| ------- | --------------------- | --------- |
| 0808498 | Potoczek-Spółdzielnia | część wsi |

W latach 1975–1998 miejscowość położona była w województwie tarnobrzeskim. Liczba ludności: 266 osób (2006).
Wierni kościoła rzymskokatolickiego należą do parafii Świętej Trójcy w Tarłowie.

## Historia
Najstarszy zachowany dokument z nazwą tej miejscowości pochodzi z 21 lipca 1662 r. Jest to pismo Zbigniewa Oleśnickiego, kasztelana wiślickiego, dotyczące dziesięciny m.in. z Potoczku wiosce przy Miasteczku Tarłów.
Od I poł. XIX w. do lat 70. XIX w. dobra Potoczek należały do rodziny Herniczków herbu Kotwicz. Pierwszym właścicielem był Franciszek Herniczek, żonaty z Teklą Kamieńską, a następnie ich syn - Stanisław, ożeniony z córką gen. Ignacego Prądzyńskiego, Heleną. Po śmierci Stanisława Herniczka (zm. 1855) dobra przeszły na jego syna - Kazimierza Franciszka Herniczka, późniejszego właściciela Bronowic. W 1879 r. Herniczkowie sprzedali Potoczek Bolesławowi Kotkowskiemu z Bodzechowa.

## Potoczek a Gombrowiczowie
W Potoczku wakacje spędzał pisarz Witold Gombrowicz. Janusz Gombrowicz (1894–1968), starszy brat Witolda, w 1922 roku poślubił Franciszkę Kotkowską (1894–1979), właścicielkę majątku w Potoczku. W skład majątku wchodził dwór, tysiąc hektarów lasów sosnowych, sto osiemdziesiąt hektarów ziemi i sześćdziesiąt hektarów stawów. Gombrowiczowie wybudowali w lesie leśniczówkę w formie dworku, skąd wyruszano na polowania, których świadkiem był Witold Gombrowicz. Potoczek opisał później w Dziennikach i Wspomnieniach polskich. Do tej miejscowości często przyjeżdżała cała rodzina Gombrowiczów. W Potoczku Witold Gombrowicz napisał swoją pierwszą powieść, ale niezadowolony z efektów swojej pracy zniszczył rękopis. Ten okres życia Witolda Gombrowicza opisała Joanna Siedlecka w książce Jaśniepanicz (wyd. 1987, wzn. w 1992, 1997 i 2004 pt. Jaśnie panicz oraz w 2003 i 2011 pt. Jaśnie Panicz. O Witoldzie Gombrowiczu).
W czasie II wojny światowej Franciszka i Janusz Gombrowiczowie próbowali pomagać Żydom z pobliskiego Tarłowa. W czasie wojny w majątku zatrudnił około 200 Żydów, a po likwidacji getta przez Niemców i wywiezieniu Żydów z Tarłowa do Treblinki ukrywał rodzinę żydowską. W 1943 r. Janusz Gombrowicz opuścił Potoczek i zamieszkał w Warszawie, skąd został wywieziony z synem Józefem do KL Auschwitz i Mauthausen. Po powrocie do Polski właściciel Potoczka w wyniku donosu jednego ze swych dawnych pracowników z Potoczka, który kłamliwie oskarżył go o rzekomą kolaborację z Niemcami i znęcanie się nad pracownikami, został skazany na 3 lata więzienia, a jego majątek rozparcelowano, przyznając po 2 ha ziemi okolicznym mieszkańcom.
Miejscowość znajduje się na zielonym Szlaku Rowerowym im. Witolda Gombrowicza wyznaczonym przez PTTK.

## Urodzeni i mieszkańcy Potoczka
- prof. Tadeusz Dobrowolski – nauczyciel, pedagog. W czasie II wojny światowej mieszkał w Potoczku w dworze Gombrowiczów, gdzie udzielał korepetycji i był redaktorem konspiracyjnej gazetki „Głos Ludu”, po wojnie zastępca naczelnego dyrektora Polskiego Radia.
- płk mgr inż. Tadeusz Krzywda (ur. 1953) – oficer Lotnictwa Wojskowego RP, nawigator samolotów transportowych. Były szef gabinetu wiceministra obrony narodowej ds. polityki obronnej MON, pracował w Generalnym Zarządzie Planowania Strategicznego Sztabu Generalnego Wojska Polskiego oraz w Kwaterze Głównej NATO w Brukseli na stanowisku koordynatora badań naukowych i rozwoju technologii NATO (SSO R&T). Absolwent elitarnych studiów strategicznych w Londynie (Royal College of Defence Studies). Uczestnik Misji Pokojowych w Namibii, Kambodży i Libanie. Zastępca Szefa Misji Rozjemczej w Korei. W latach 2008–2012 Specjalny Asystent i doradca Przewodniczącego Komitetu Wojskowego NATO. w latach 2013–2017 radca-minister w Departamencie Bezpieczeństwa w Ministerstwie Spraw Zagranicznych.  Autor opracowań, artykułów i wykładów dotyczących bezpieczeństwa Polski, m.in. Nowe zagrożenia i ich wpływ na stabilizację i bezpieczeństwo Polski – „Przegląd Wojsk Lotniczych i Obrony Powietrznej” (2002), Rola Sił Zbrojnych Rzeczypospolitej Polskiej w zjednoczonej Europie (2003), Pół wieku kruchego pokoju – „Raport Wojsko – Technika – Obronność” 2/2003. "Pokój na Pówyspie Koreańskim?" - "Raport Wojsko - Technika - Obronność" 3/2018.[12]. "Misja nad Saharą" - wspomnienia "Skrzydlata Polska 3/2019"[13]. Ekspert wojskowy w dziedzinie najnowszych asymetrycznych zagrożeń bezpieczeństwa i terroryzmu. Odznaczony Srebrnym i Złotym Krzyżem Zasługi oraz Krzyżem Kawalerskim Orderu Odrodzenia Polski[14].
- prof. Bohdan Kiełczewski (1912–1998) – profesor Akademii Rolniczej w Poznaniu, doktor honoris causa tej uczelni, wykładowca zoologii leśnej i ochrony lasu oraz entomologii leśnej. Jako jeden z pierwszych w Polsce prowadził wykłady z zakresu ochrony środowiska. Jego dorobek naukowy obejmuje przeszło 150 prac publikowanych w Polsce, Wielkiej Brytanii, RFN, Francji i USA. Był również prorektorem Akademii Wychowania Fizycznego – kierownikiem Katedry Sportu, Biologii, Biometeorologii, a także prezesem poznańskiego oddziału Towarzystwa Miłośników Astronomii.
- Witold Mackiewicz (1910–1979). We wrześniu 1939 r. aresztowany przez żołnierzy sowieckich w okolicach Wilna i zesłany na Syberię do obozu jenieckiego Aika, gdzie pracował przy wyrębie tajgi. Żołnierz armii gen. Andersa, nauczyciel. Jako jeden z pierwszych polskich żołnierzy dotarł na szczyt Monte Cassino. Później został ciężko ranny w walkach we Włoszech. Po zakończeniu wojny wrócił do kraju i zamieszkał z żoną Elzą w Potoczku.
- prof. dr Roman Małecki (1945–1997) – profesor Wydziału Fizyki Technicznej, Informatyki i Matematyki Stosowanej Politechniki Łódzkiej. Od połowy 1988 roku kierownik Zakładu Sieci Komputerowych. W okresie 1987–1991 pełnomocnik rektora ds. komputeryzacji uczelni.
- Jan Mroczek (ur. 1907 w Potoczku, zm. w 1978) – nauczyciel, pedagog, dyrektor Liceum Pedagogicznego w Częstochowie. Pracował również w Przeborzu, Czyżowie i Sandomierzu. W czasie II wojny światowej więzień obozów koncentracyjnych Auschwitz (nr obozowy 27450) i KL Buchenwald.
- ks. kanonik Antoni Mroczek (ur. 1928, zm. 2015) – kapłan diecezji radomskiej, kanonik honorowy sandomierskiej Kapituły Katedralnej. Pracował m.in. w Drzewicy, Morninie, Suchej, Gielniowie i Kowalikowie. W latach 1972–2003 proboszcz parafii w Stanowiskach. Obecnie rezydent w tej parafii. Autor książeczek ewangelizacyjnych, m.in. Rodzina chrześcijańska, Kształcenie serca.
- s. Stanisława Mroczek (imię zakonne Lojola) (ur. 25 września 1909 w Potoczku, zm. 9 stycznia 1977 w Opolu Lubelskim) – siostra zakonna ze Zgromadzenia Sióstr Służebniczek Najświętszej Maryi Panny Niepokalanie Poczętej (w zakonie od 15 czerwca 1932 r., profesja wieczysta 14 sierpnia 1943 r. w Mariówce). Pracowała w domu zakonnym w Bychawie (1935), w Lublinie (1935–1936), w Sandomierzu (1936–1938), w przedszkolach w Kołkach i Sichowie (1938–1941), w Bałtowie (1941–1946), w klasztorach w Chlewiskach (1946–1953) i Niezdowie (1953–1977) koło Opola Lubelskiego.
- płk Stanisław Poziomek (ur. 1900, zm. 1944) – pilot, absolwent Akademii Sztabu Generalnego w Warszawie, dowódca Dywizjonu 304 w Wlk. Brytanii (od 12 października 1941 r. do 16 sierpnia 1942). W 1942 r. zastępca dowódcy sztabu Polskich Sił Powietrznych. Zginął tragicznie w czasie jednego z lotów – zestrzelony przez niemieckiego myśliwca w nocy z 10 na 11 kwietnia 1944 r.
- prof. dr hab. Marian Surowiec (ur. 1948) – absolwent Liceum Ogólnokształcącego w Iłży. Studia wyższe na kierunku fizyka ukończył w Uniwersytecie Śląskim (1970), gdzie pracuje dotychczas jako nauczyciel akademicki i pracownik naukowy Wydziału Informatyki i Nauki o Materiałach. Jego działalność badawcza charakteryzuje się współpracą z licznymi zagranicznymi ośrodkami naukowymi (Czeska Akademia Nauk w Pradze, École nationale supérieure des Mines de Nancy, Francja, Durham University, Anglia, Forschungzentrum Juelich, Niemcy). Jest współautorem podręcznika akademickiego Krystalografia, wielokrotnie wznawianego przez PWN oraz autorem monografii Kwazikryształy. W latach 1996–2002 pełnił urząd dziekana Wydziału Informatyki i Nauki o Materiałach Uniwersytetu Śląskiego. Od roku 2002 jest również zatrudniony jako nauczyciel akademicki w Śląskiej Wyższej Szkole Informatyczno-Medycznej w Chorzowie, gdzie w latach 2004–2009 sprawował urząd rektora.
- Krzysztof Tadej (pobyt czasowy w miejscowości) (ur. 1971) – dziennikarz TVP, autor filmów dokumentalnych i programów telewizyjnych, autor książek o Janie Pawle II: Świadkowie świętości, Blask świętości, Dar świętości. Nieznane i zaskakujące wspomnienia o Janie Pawle II, Jan Paweł II. Wspomnienia o człowieku, który zmienił świat. Kierownik Redakcji Programów Publicystycznych Programu 1 TVP (w latach 2000–2004).

## Zabytki
- Park dworski z XVIII w.